# William Waring
William Michael „Will“ Waring je kameraman a režisér, primárně pro Stargate SG-1 a Stargate Atlantis. Navštěvoval kurz filmové produkce na Divadelním oddělení University of British Columbia, kde vyvinul „WillyCam“, mechanické zařízení pro stabilizaci kamery.[zdroj?]

## Zajímavosti
- Jeho podpisem jako kameramana a režiséra je nenápadné zapojení ananasu do scén.[1]

- Waring také pracoval jako kameraman na filmu „A Dog's Breakfast“, který sloužil jako režijní debut pro britského kanadského herce Davida Hewletta.